# Éster metílico

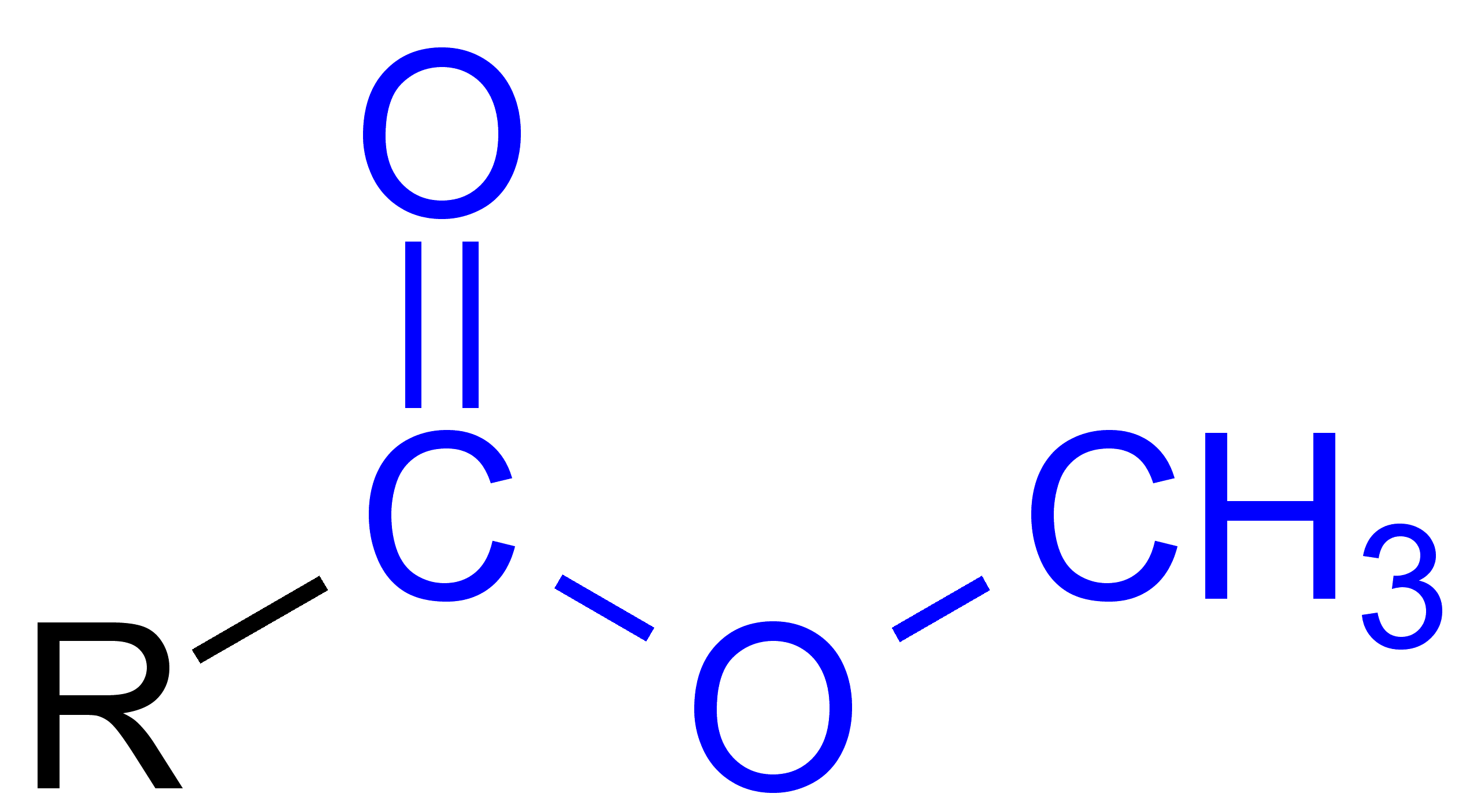
Éster metílico de un ácido carboxílico. El grupo de éster metílico está marcado en azul. R representa un átomo de hidrógeno o un radical organilo (radical alquilo, radical arilo o radical alquilarilo, etc.). En ácido clorofórmico En el cloroformiato de metilo, R es un átomo de cloro.

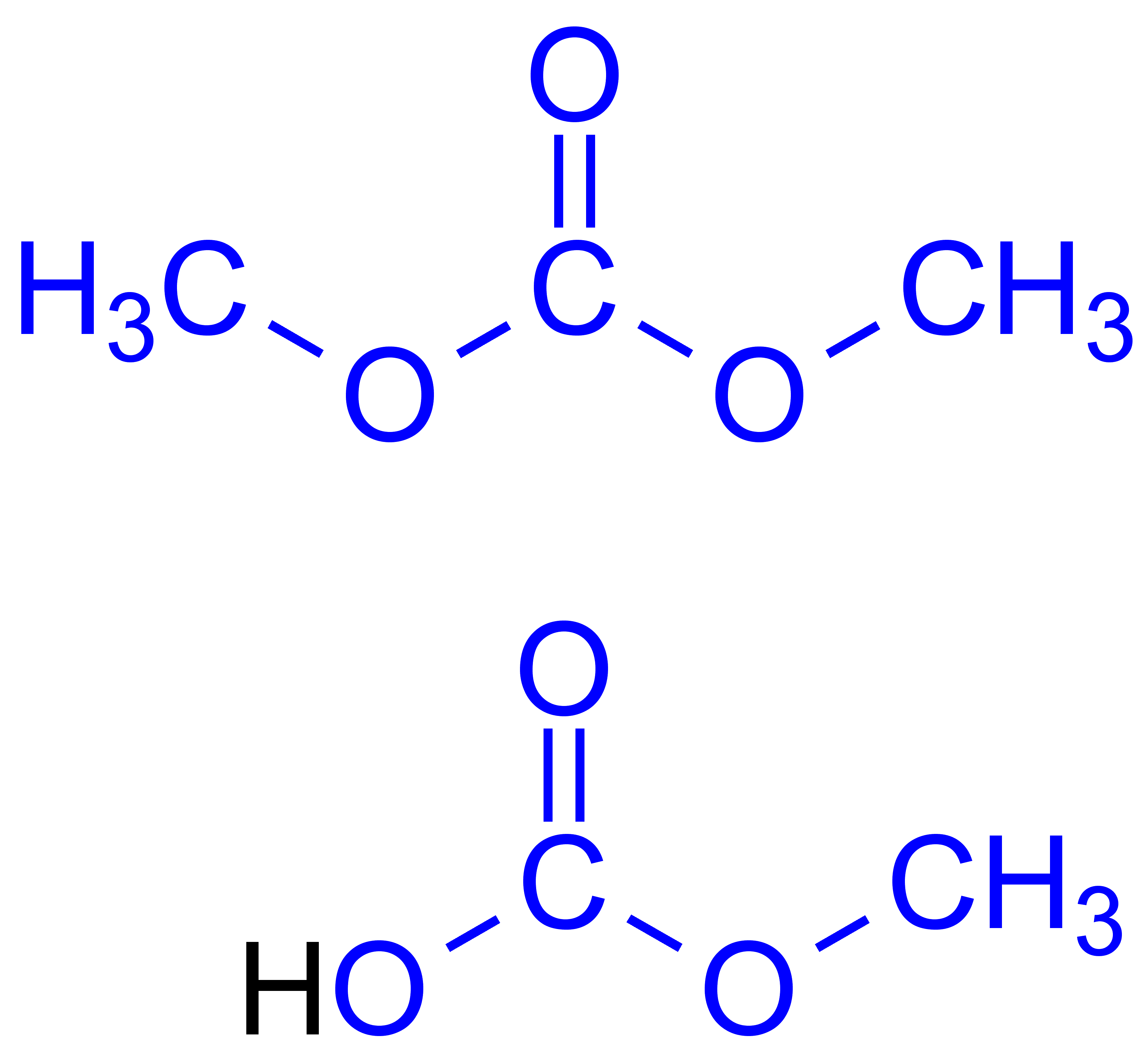
Éster dimetílico (arriba) y éster monometílico (abajo) del ácido carbónico. El grupo funcional está marcado en azul.

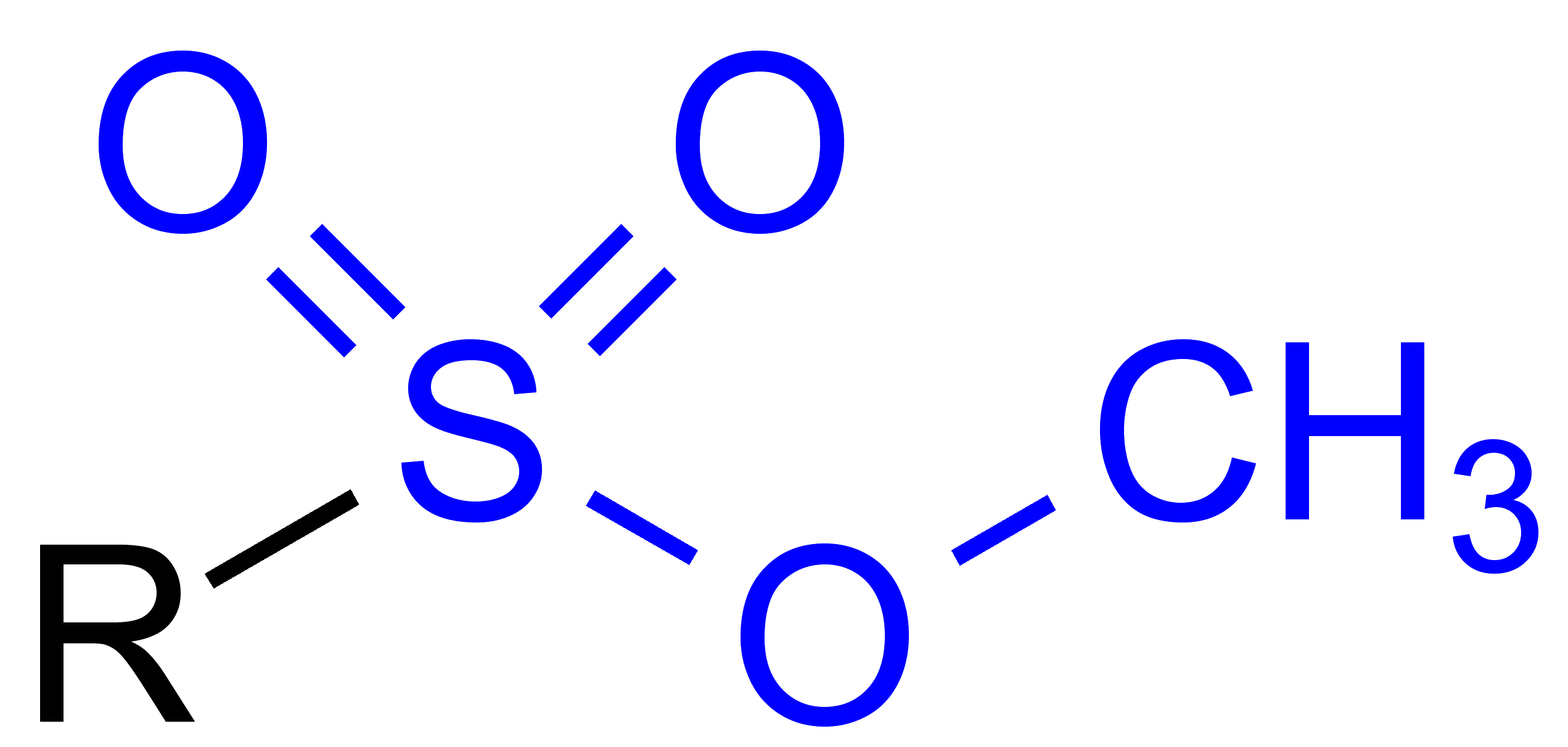
Éster metílico de un ácido sulfónico. El residuo de éster metílico está marcado en azul. R representa un residuo organilo (residuo alquilo, residuo arilo o residuo alquilarilo, etc.).

Los ésteres metílicos son compuestos químicos que pertenecen al grupo de los ésteres. Se forman por esterificación de un ácido carboxílico o un oxoácido inorgánico con metanol y tienen el grupo éster funcional característico. Además de los ésteres de ácido carboxílico, los ésteres metílicos también incluyen ésteres de ácido carbónico y ésteres derivados de ácidos sulfónicos y metanol. De forma análoga, los ésteres metílicos también pueden formarse a partir de ácido nítrico, ácidos sulfínicos, ácidos fosfónicos o ácidos fosfínicos por un lado y metanol por otro.

## Presencia en la naturaleza
Los ésteres metílicos de ácido carboxílico se presentan en forma de ésteres de frutas, que están presentes en muchas frutas y alimentos como componente que aporta aroma. En la naturaleza, el éster metílico del ácido cinámico (Metil cinamato o cinamato de metilo) se encuentra en varias plantas, por ejemplo, en fresas y varios tipos de albahaca. La especie de eucalipto Eucalyptus olida tiene el mayor contenido de cinamato de metilo.
El éster metílico del ácido antranílico (Metil antranilato o antranilato de metilo) se encuentra de forma natural en el cacao, el café, las uvas, el pomelo, el jazmín, los limones, las limas, las fresas y las mandarinas, así como en muchos aceites de flores (p. ej. P.ej. neroli, aceite de ylang-ylang).

## Producción
Los ésteres metílicos se forman, por ejemplo, a partir de un ácido carboxílico y metanol con deshidratación catalizada por ácido. Los ésteres metílicos también se pueden obtener a partir de cloruros de ácido carboxílico y metanol utilizando el método Schotten-Baumann. Los ésteres metílicos también pueden sintetizarse a partir de anhídridos de ácido carboxílico y metanol. La sustitución nucleófila de haluros de metilo (por ejemplo, yoduro de metilo) con iones carboxilato también produce ésteres metílicos, al igual que la reacción de los ácidos carboxílicos con diazometano, CH2N2.
Por consiguiente, los ésteres dimetílicos se forman a partir de ácidos dicarboxílicos y metanol, los ésteres trimetílicos a partir de ácidos tricarboxílicos y metanol, etc.

## Usos
Algunos ésteres metílicos de ácidos carboxílicos se utilizan como aromatizantes y saborizantes:
- Sabores/aromas de frutas:
  - El éster metílico del ácido butírico huele a piña o manzana.
  - Éster metílico del ácido fenilacético Sabor a miel

- Sabores/aromas de especias:
  - El éster metílico del ácido benzoico huele a aceite de niobio.

Los ésteres metílicos de ácidos grasos (ésteres metílicos de ácidos grasos) se utilizan como biodiésel o como aditivo del combustible diésel convencional. Para convertir el aceite de colza (ésteres de glicerol de ácidos grasos de cadena larga) en biodiésel (éster metílico de aceite de colza, éster metílico de aceite de soja), el aceite de colza debe transesterificarse, es decir, la parte de glicerol del éster debe reemplazarse por metanol. El éster metílico del ácido 4-hidroxibenzoico (Metil p-hidroxibenzoato o éster PHB) se utiliza como conservante E 218 en la industria alimentaria.